# Lebedinskiy (cràter)

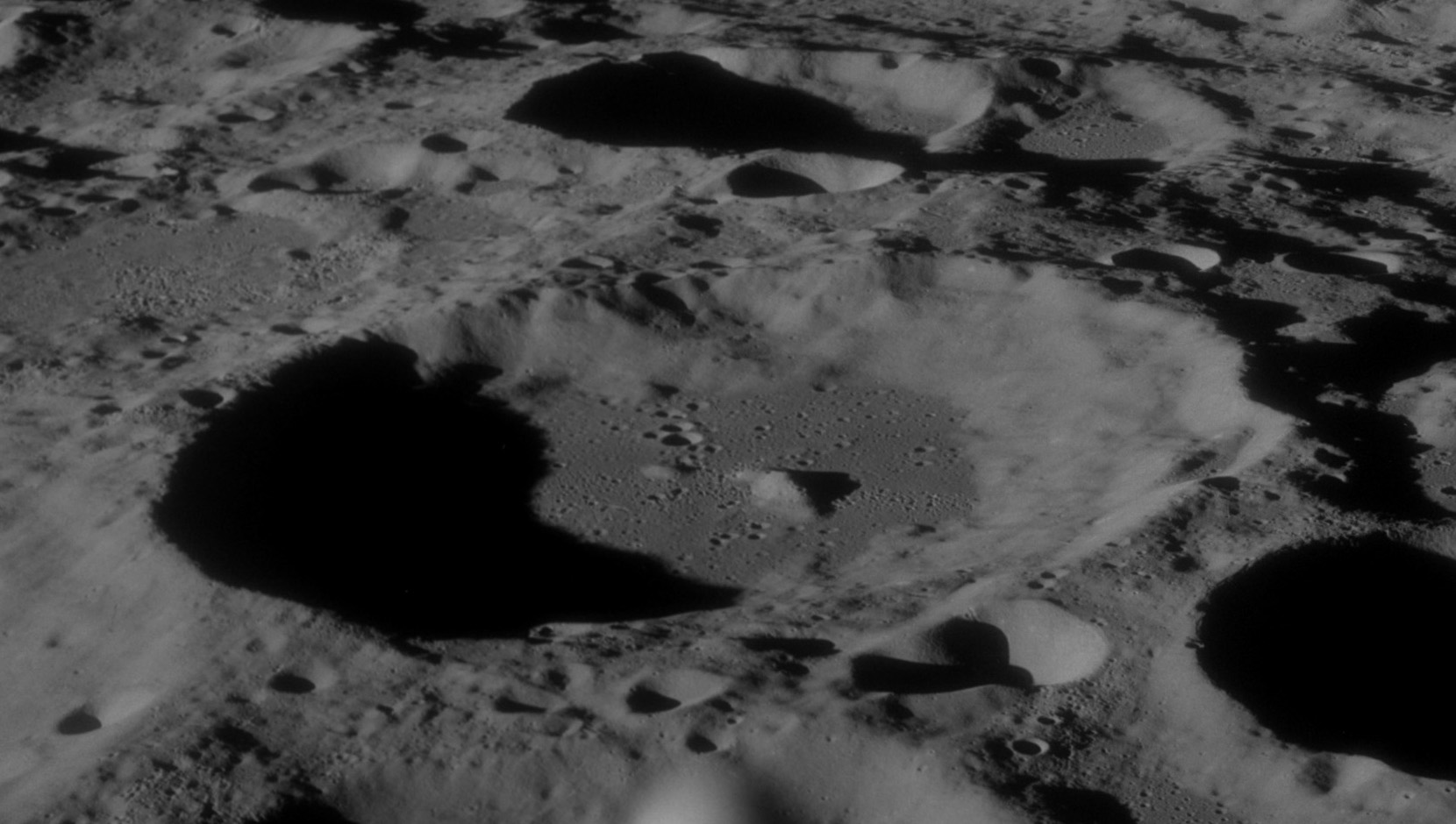
Fotografia de la missió Apol·lo 11

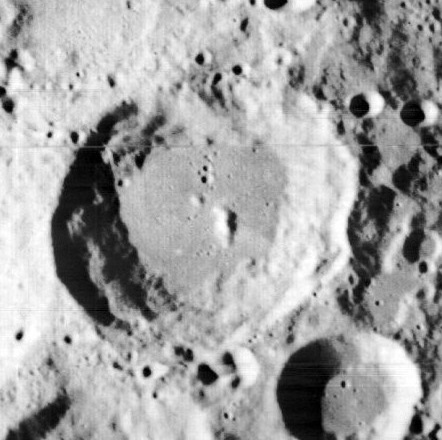
Imatge de la missió Lunar Orbiter 1

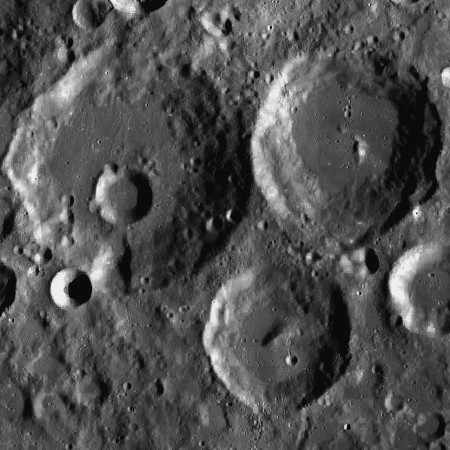
Fotografia de la missió Lunar Reconnaissance Orbiter

Lebedinskiy és un cràter d'impacte pertanyent a la cara oculta de la Lluna. S'insereix en la vora exterior est del cràter una mica major Zhukovskiy. Al voltant de dos diàmetres del cràter cap a l'est-sud-est es troba el cràter més petit Engel'gardt. Per la seva banda, el cràter satèl·lit Lebedinskiy P es troba en el sud de la llengua de terreny situada entre Lebedinskiy i Zhukovsky, arribant gairebé fins al bord sud-oest de Lebedinskiy.

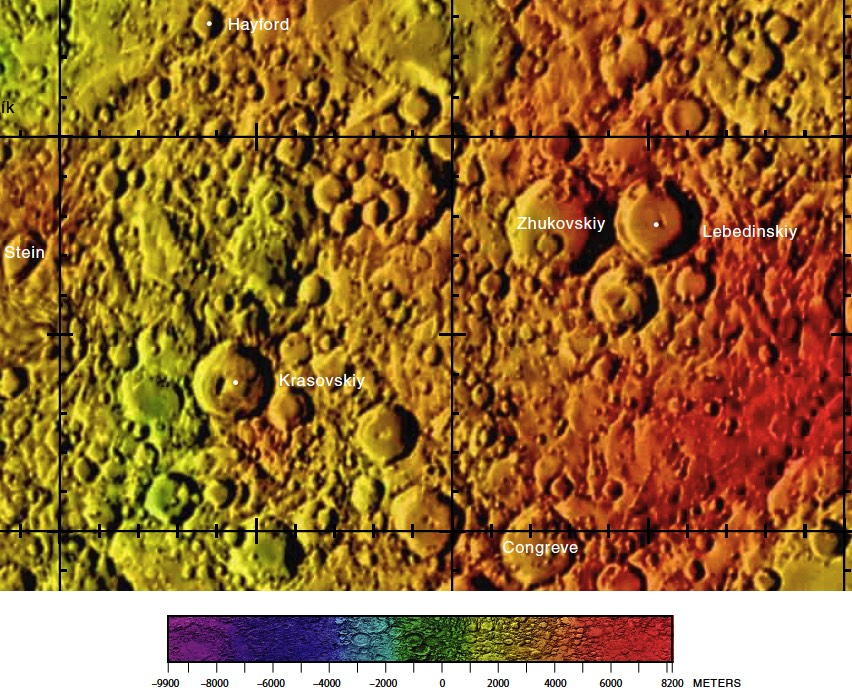
Localització de Lebedinskiy

És un cràter relativament ben format, amb una vora exterior circular lleugerament erosionada. Terrasses de la paret interior originades per materials desplomats es localitzen en el nord i l'oest. El sòl interior en general apareix anivellat, amb una mínima elevació central lleugerament desplaçada cap a l'est del punt mitjà, i amb sols uns pocs petits cràters marcant la seva superfície.
Lebedinskiy es troba al sud-oest de la Conca Dirichlet-Jackson.

## Cràters satèl·lit
Per convenció aquests elements són identificats en els mapes lunars posant la lletra en el costat del punt central del cràter que està més prop de Lebedinskiy.
|                                      | 1 align=center\|P \| Lebedinskiy \| Coordenades \| Diàmetre \| \| ------------------------------------ \| -------------------------------------- \| -------- \| \| A \| 10° 54′ N, 163° 42′ O / 10.9°N,163.7°O \| 38 km \| \| B \| 10° 30′ N, 163° 12′ O / 10.5°N,163.2°O \| 37 km \| \| K \| 6° 36′ N, 163° 18′ O / 6.6°N,163.3°O \| 29 km \| \| 6° 00′ N, 165° 00′ O / 6.0°N,165.0°O \| 51 km \| \| |          |
| Lebedinskiy                          | Coordenades | Diàmetre |
| A                                    | 10° 54′ N, 163° 42′ O / 10.9°N,163.7°O | 38 km    |
| B                                    | 10° 30′ N, 163° 12′ O / 10.5°N,163.2°O | 37 km    |
| K                                    | 6° 36′ N, 163° 18′ O / 6.6°N,163.3°O | 29 km    |
| 6° 00′ N, 165° 00′ O / 6.0°N,165.0°O | 51 km |          |